# Togo-Riesenfrosch
Der Togo-Riesenfrosch (Conraua derooi) ist eine Froschart aus der Familie Conrauidae, die im Togo-Volta-Hochland an der Grenze zwischen Togo und Ghana vorkommt. Nachdem über 20 Jahre das Aussterben des Togo-Riesenfroschs vermutet war, wurden bei Erhebungen zwischen 2005 und 2007 einige wenige Populationen wiederentdeckt. Das Artepitheton derooi ehrt Antoon De Roo, einen belgischen Ornithologen, der an der Expedition teilnahm, bei der die Art entdeckt wurde.

## Merkmale

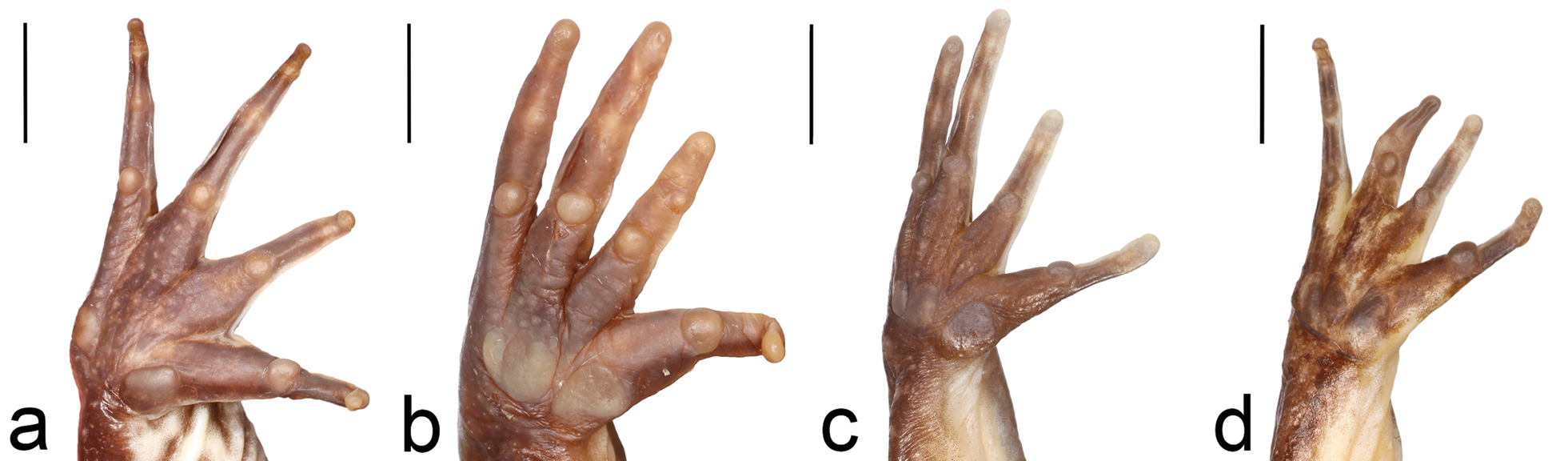
Finger (b) des Togo-Riesenfroschs

Der Togo-Riesenfrosch ist ein großer Froschlurch (wenn auch viel kleiner als sein nächster Verwandter, der Goliathfrosch (Conraua goliath)), wobei die Männchen eine Kopf-Rumpf-Länge von 76 bis 84 mm und die Weibchen eine Kopf-Rumpf-Länge von 74 bis 82 mm erreichen. Der Kopf ist relativ groß mit hervorstehenden Augen und einer recht kleinen Schnauze. Das Trommelfell ist von außen nicht sichtbar. Die Hintergliedmaßen sind sehr lang und robust. Die Zehen sind lang und haben ausgeprägte Haftscheiben und Schwimmhäute, die bis zur Mitte der Haftscheiben reichen. Die Vorderbeine sind kurz, aber muskulös und haben Schwimmhäute an den Fingern.

## Verbreitung
Der Togo-Riesenfrosch kommt im südwestlichen Togo und dem angrenzenden südöstlichen Ghana auf dem Togo-Volta-Hochland sowie in der Atewa Range in Zentralghana vor. Nachweise von Conraua alleni aus Ostghana und Togo beziehen sich ebenfalls auf diese Art. Die Terra typica ist Missahoe im westlichen Togo.

## Lebensraum
Der Togo-Riesenfrosch lebt in fließenden Gewässern in Waldlebensräumen. Die Art ist dauerhaft aquatisch. Die Kaulquappen entwickeln sich in Bächen.

## Status
Zum Zeitpunkt der Bewertung durch die International Union for Conservation of Nature (IUCN) im Jahr 2004 ging man davon aus, dass es nur noch eine einzige überlebende Population gibt. Bei Erhebungen in den Jahren von 2005 bis 2007 wurden jedoch einige Populationen in Ghana und Togo entdeckt, nachdem die Art mehr als 20 Jahre lang nicht mehr nachgewiesen worden war. Dennoch ist der Togo-Riesenfrosch durch die Zerstörung und Veränderung seines Lebensraums sowie durch den menschlichen Verzehr akut vom Aussterben bedroht. Zudem gibt es eine genetische Differenzierung zwischen den Atewa- und Volta-Populationen. Das Vorkommen im Atewa Range Forest Reserve ist offenbar groß und lebensfähig, wobei es sich wahrscheinlich um die größte verbleibende Population handelt.